# Come vola il corvo
Come vola il corvo (titolo originale del romanzo The Way the Crow Flies) è un romanzo dell'autrice canadese Marie-Ann MacDonald.

## Trama
È il 1962 quando la famiglia Mc Carthy torna in patria dopo un decennio passato in Europa.
Il padre, infatti, è un ufficiale della Royal Canadian Air Force, ha combattuto durante la seconda guerra mondiale e ha lavorato presso le basi militari alleate di Francia e Germania.
La loro destinazione è Centralia, una avanzatissima base militare canadese sita nell'Ontario. 
I McCarthy incarnano il modello ideale della "happy family" degli anni '60. La guerra è ormai un ricordo del passato e il futuro, radioso, sembra attenderli a braccia aperte. Belli e felicissimi, un matrimonio riuscito, coronato dall'arrivo di due splendidi figli di cui la minore è Madeleine, di otto anni. 
Tutta la vicenda è filtrata dagli occhi di Madeleine.
La vita della famiglia all'interno della base, il rapporto con le nuove amiche che hanno sostituito quelle lasciate in Europa, la scuola, la tensione per la crisi Cubana, la guerra fredda con l'Unione Sovietica ma, soprattutto, l'ansia degli Stati Uniti di vincere la corsa allo spazio contro i russi conquistando per primi il suolo lunare, anche a costo di immolare su questo altare la vita di persone innocenti.
Purtroppo, quell'affresco di vita felice che sembrava essere Centralia va in frantumi quando una compagna di classe di Madeleine viene trovata uccisa, molto probabilmente vittima di un pedofilo che non può non essere un abitante della base stessa.
Il colpevole viene apparentemente trovato, processato e condannato. Ma il processo lascia dietro di sé una scia di dubbi, menzogne e rimorsi che si insinuano anche nella vita dei McCarthy, minando pericolosamente la felicità e la stabilità della famiglia che decide di lasciare la base per cercare di stabilirsi altrove.
Soltanto vent'anni dopo, Madeleine troverà la forza di ripercorrere con la mente l'accaduto e di rivisitare i luoghi della tragedia per far emergere una verità che forse s'è sempre portata dentro senza mai saperlo; una verità scioccante che è sempre stata lì, sotto i suoi occhi.
E sarà proprio la scoperta di questa verità a consentire non solo a Madeleine, ma a tutti quanti, di liberarsi finalmente dei propri pesi, di chiudere i conti col passato, di perdonare e di perdonarsi.

## Edizioni
- Ann-Marie MacDonald, Come vola il corvo, traduzione di Giovanna Granato, Arnoldo Mondadori Editore, 2004,  p. 923.